# Ascobulla ulla
Ascobulla ulla är en snäckart som först beskrevs av Er. Marcus och Ev. Marcus 1970.  Ascobulla ulla ingår i släktet Ascobulla och familjen Volvatellidae. Inga underarter finns listade i Catalogue of Life.